# Joseph Garus
Joseph Garus (ou Garrus), né à Callas en 1648 et mort à Paris en 1722, est un médecin français qui connut une certaine notoriété sous la Régence notamment pour avoir inventé un élixir qui porta son nom ,. La légitimité de son titre de médecin a été mise en doute, notamment par Alexandre Dumas et sa réputation semble avoir surtout été celle d'un charlatan.

## Biographie
Il était le fils de Jacques Garrus, avocat, et de Catherine Fénis. D'abord inscrit à la faculté de médecine de Montpellier, il souhaite ensuite poursuivre ses études à Paris, mais étant issu d'une faculté provinciale, l'inscription à la faculté de Paris lui est interdite. Il parvient cependant à s’y faire inscrire frauduleusement en 1684 pour en être radié en 1686 et c'est probablement ce qui lui vaudra sa réputation de charlatan. En juillet 1719, il administre son élixir à la duchesse de Berry, qui se trouve à l'article de la mort au château de la Muette. L'organisme épuisé par sa vie de débauche et ses grossesses clandestines, la fille aînée du Régent ne se remet pas de ses dernières couches, très laborieuses, survenues fin mars au palais du Luxembourg. Garus ne  parvient pas à sauver l'agonisante qui expire dans la nuit du 20 au 21 juillet 1719 et dont l'autopsie révèle qu'elle se trouve une fois de plus grosse, retombée enceinte en mai, durant sa convalescence.   
Sa fille épouse un docteur en médecine, et  il se lie avec la nièce d'un épicier, ce qui explique peut-être sa recherche d'un médicament de type « élixir » ou liqueur médicinale. Après la mort de sa veuve, le sieur Benoist aurait continué la préparation de l' « élixir de Garus » à la demande de la cour et de la reine, qui en faisait usage.